# 2. konjeniška divizija (Avstro-Ogrska)
2. konjeniška divizija (izvirno nemško 2. Kavallerie-Division oz. nemško 2. Kavallerietruppen-Division) je bila konjeniška divizija avstro-ogrske kopenske vojske, ki je bila aktivna med prvo svetovno vojno.

## Organizacija
Maj 1914
- 3. konjeniška brigada
- 16. konjeniška brigada
- reitende Artillerie-Division Nr. 5

## Poveljstvo
Poveljniki (Kommandanten)
- Emil von Ziegler: avgust 1914 - april 1915
- Stanislaus von Ursyn-Pruszyński: april - november 1915
- Albert Abele von und zu Lilienberg: november 1915 - november 1918